# Кунео (провинция)
Кунео (на италиански: Provincia di Cuneo) е провинция в Италия, в региона Пиемонт.
Площта ѝ е 6903 км², а населението — около 585 000 души (2007). Провинцията включва 247общини, административен център е град Кунео.

## Административно деление
Провинция Кунео се дели на 247 общини:
- Кунео
- Айзоне
- Алба
- Албарето дела Торе
- Алто
- Аргуело
- Арджентера
- Ачельо
- Балдисеро д'Алба
- Баньоло Пиемонте
- Баняско
- Барбареско
- Бардже
- Бароло
- Бастия Мондови
- Батифоло
- Белведере Ланге
- Бейнете
- Белино
- Бене Ваджена
- Беневело
- Берголо
- Бернедзо
- Бовес
- Бозия
- Бонвичино
- Борго Сан Далмацо
- Боргомале
- Босоласко
- Бра
- Бриаля
- Брига Алта
- Брондело
- Бросаско
- Буска
- Валграна
- Валдиери
- Валориате
- Венаска
- Вердзуоло
- Вердуно
- Вернанте
- Веца д'Алба
- Викофорте
- Вилафалето
- Виланова Мондови
- Виланова Соларо
- Вилар Сан Костанцо
- Винадио
- Виньоло
- Виола
- Вотиняско
- Гайола
- Гамбаска
- Гаресио
- Говоне
- Горценьо
- Готасека
- Гринцане Кавур
- Гуарене
- Демонте
- Дженола
- Диано д'Алба
- Доляни
- Дронеро
- Елва
- Енвие
- Ентракуе
- Изаска
- Иляно
- Кавалерлеоне
- Кавалермаджоре
- Казалграсо
- Камерана
- Канале
- Канозио
- Капрауна
- Каральо
- Караманя Пиемонте
- Карде
- Картиняно
- Кару
- Кастанито
- Кастелделфино
- Кастелето Стура
- Кастелето Уцоне
- Кастелиналдо д'Алба
- Кастелино Танаро
- Кастелманьо
- Кастелнуово ди Чева
- Кастильоне Тинела
- Кастильоне Фалето
- Кастино
- Кераско
- Киуза ди Пезио
- Клавезана
- Корнелиано д'Алба
- Кортемилия
- Косано Белбо
- Костильоле Салуцо
- Краванцана
- Крисоло
- Ла Мора
- Ланяско
- Лекуио Берия
- Лекуио Танаро
- Левиче
- Лезеньо
- Лизио
- Лимоне Пиемонте
- Макра
- Маляно Алпи
- Маляно Алфиери
- Манго
- Манта
- Маргарита
- Марене
- Мармора
- Марсаля
- Мартиниана По
- Меле
- Мойола
- Момбазильо
- Момбаркаро
- Монастеро ди Васко
- Монастероло ди Савиляно
- Монастероло Казото
- Монкиеро
- Мондови
- Монезильо
- Монта
- Монталдо ди Мондови
- Монталдо Роеро
- Монтанера
- Монтедземоло
- Монтелупо Албезе
- Монтемале ди Кунео
- Монтеросо Грана
- Монтеу Роеро
- Монтичело д'Алба
- Монфорте д'Алба
- Морета
- Мороцо
- Мурацано
- Мурело
- Нарцоле
- Невилие
- Нейве
- Ниела Белбо
- Ниела Танаро
- Новело
- Нучето
- Ончино
- Ормеа
- Остана
- Паезана
- Пампарато
- Паньо
- Паролдо
- Певераньо
- Перлето
- Перло
- Пецоло Вале Уцоне
- Пианфей
- Пиаско
- Пиетрапорцио
- Пиобези д'Алба
- Пиоцо
- Покапаля
- Полонгера
- Понтекианале
- Прадлевес
- Працо
- Приеро
- Приока
- Приола
- Прунето
- Ракониджи
- Ревело
- Рифредо
- Ритана
- Роаския
- Роашо
- Робиланте
- Робурент
- Родело
- Роди
- Родино
- Рока Чилие
- Рока де' Балди
- Рокабруна
- Рокавионе
- Рокаспарвера
- Рокафорте Мондови
- Рокета Белбо
- Росана
- Руфия
- Савиляно
- Сале деле Ланге
- Сале Сан Джовани
- Саличето
- Салмур
- Салуцо
- Самбуко
- Сампейре
- Сан Бенедето Белбо
- Сан Дамиано Макра
- Сан Микеле Мондови
- Сант'Албано Стура
- Санта Витория д'Алба
- Санто Стефано Белбо
- Санто Стефано Роеро
- Санфре
- Санфронт
- Сканиело
- Скарнафиджи
- Серавале Ланге
- Сералунга д'Алба
- Синио
- Сомано
- Сомарива дел Боско
- Сомарива Перно
- Стропо
- Тарантаска
- Торе Бормида
- Торе Мондови
- Торе Сан Джорджо
- Торезина
- Трейзо
- Трецо Тинела
- Тринита
- Фариляно
- Фауле
- Фейзольо
- Фосано
- Фрабоза Сопрана
- Фрабоза Сотана
- Фрасино
- Чева
- Челе ди Макра
- Чентало
- Черваска
- Червере
- Черезоле д'Алба
- Черето Ланге
- Чилие
- Чисоне